# Rio da Prata (vattendrag i Brasilien, Tocantins)
Rio da Prata är ett vattendrag i Brasilien.   Det ligger i delstaten Tocantins, i den centrala delen av landet, 700 km norr om huvudstaden Brasília.
Omgivningarna runt Rio da Prata är huvudsakligen savann. Trakten runt Rio da Prata är nära nog obefolkad, med mindre än två invånare per kvadratkilometer.